# Svatý Jan
Pour les articles homonymes, voir Svatý Jan (homonymie).
Svatý Jan (en allemand : Sankt Johann ob Skrejschow) est une commune du district de Příbram, dans la région de Bohême-Centrale, en République tchèque. Sa population s'élevait à 661 habitants en 2020.

## Géographie
Svatý Jan se trouve à 8,5 km à l'ouest-sud-ouest de Sedlčany, à 22,5 km à l'est-sud-est de Příbram et à 51 km au sud de Prague.
La commune est limitée par Hříměždice au nord, par Dublovice et Vysoký Chlumec à l'est, par Krásná Hora nad Vltavou au sud et par Kamýk nad Vltavou à l'ouest.

## Histoire
La première mention écrite de la localité date de 1720.

## Patrimoine
- L'église Saint-Jean Népomucène

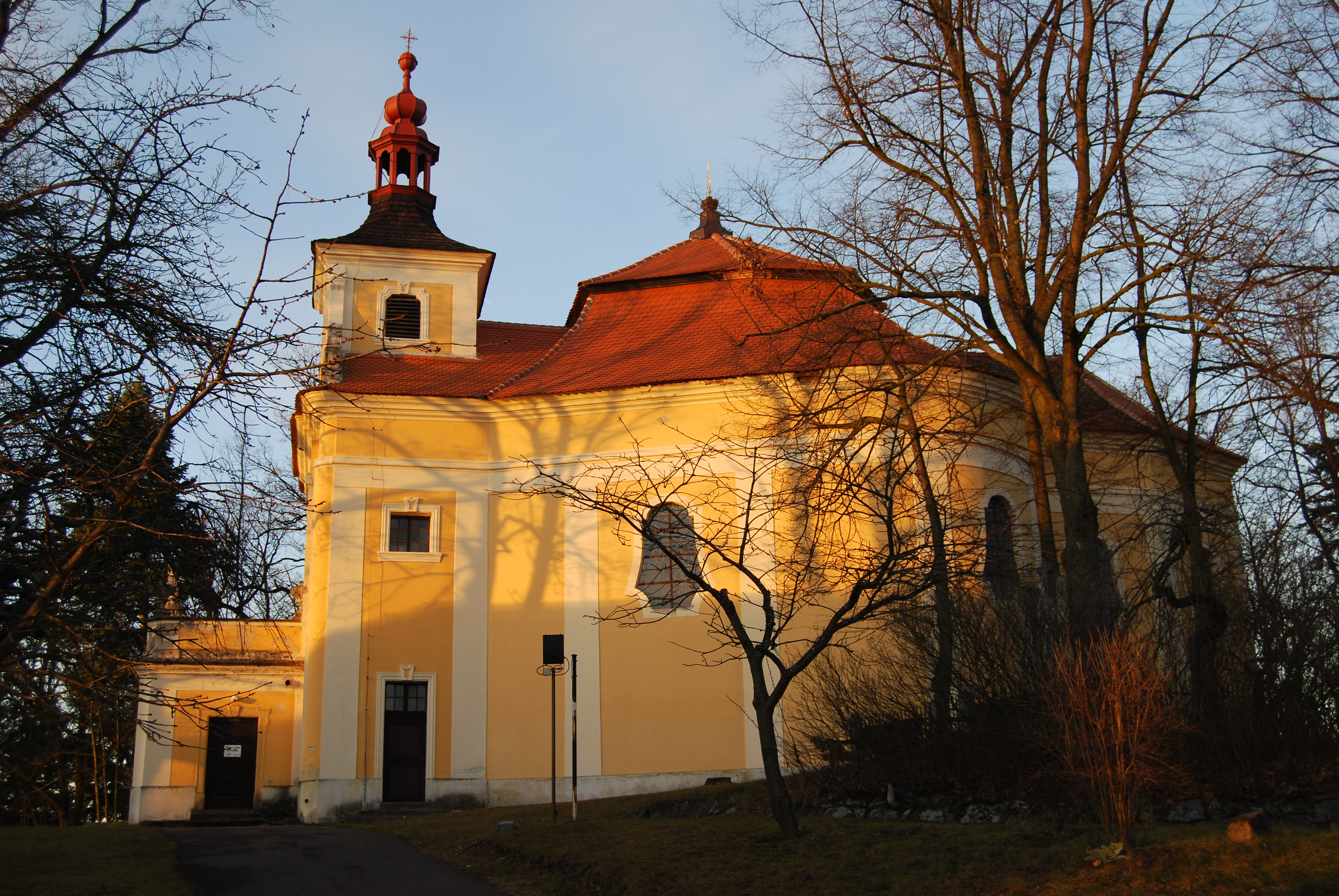
L'église Saint-Jean Népomucène.
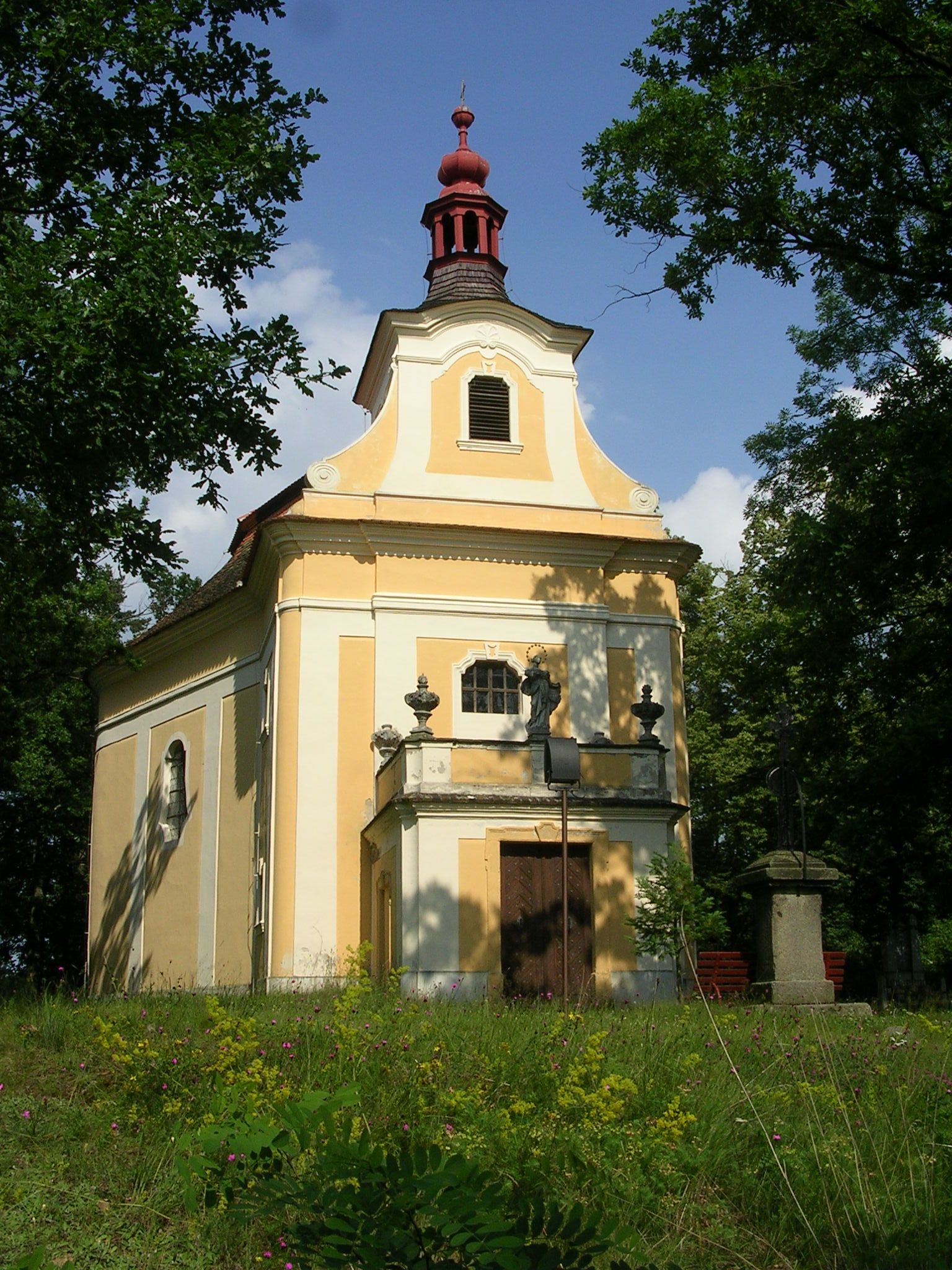
Façade de l'église.

## Administration
La commune se compose de huit quartiers :
- Bražná
- Brzina
- Drážkov
- Hojšín
- Hrachov
- Řadovy
- Skrýšov
- Svatý Jan

## Transports
Par la route, Svatý Jan se trouve à 10,5 km de Sedlčany, à 27,5 km de Příbram et à 72 km de Prague.